# Semimetro

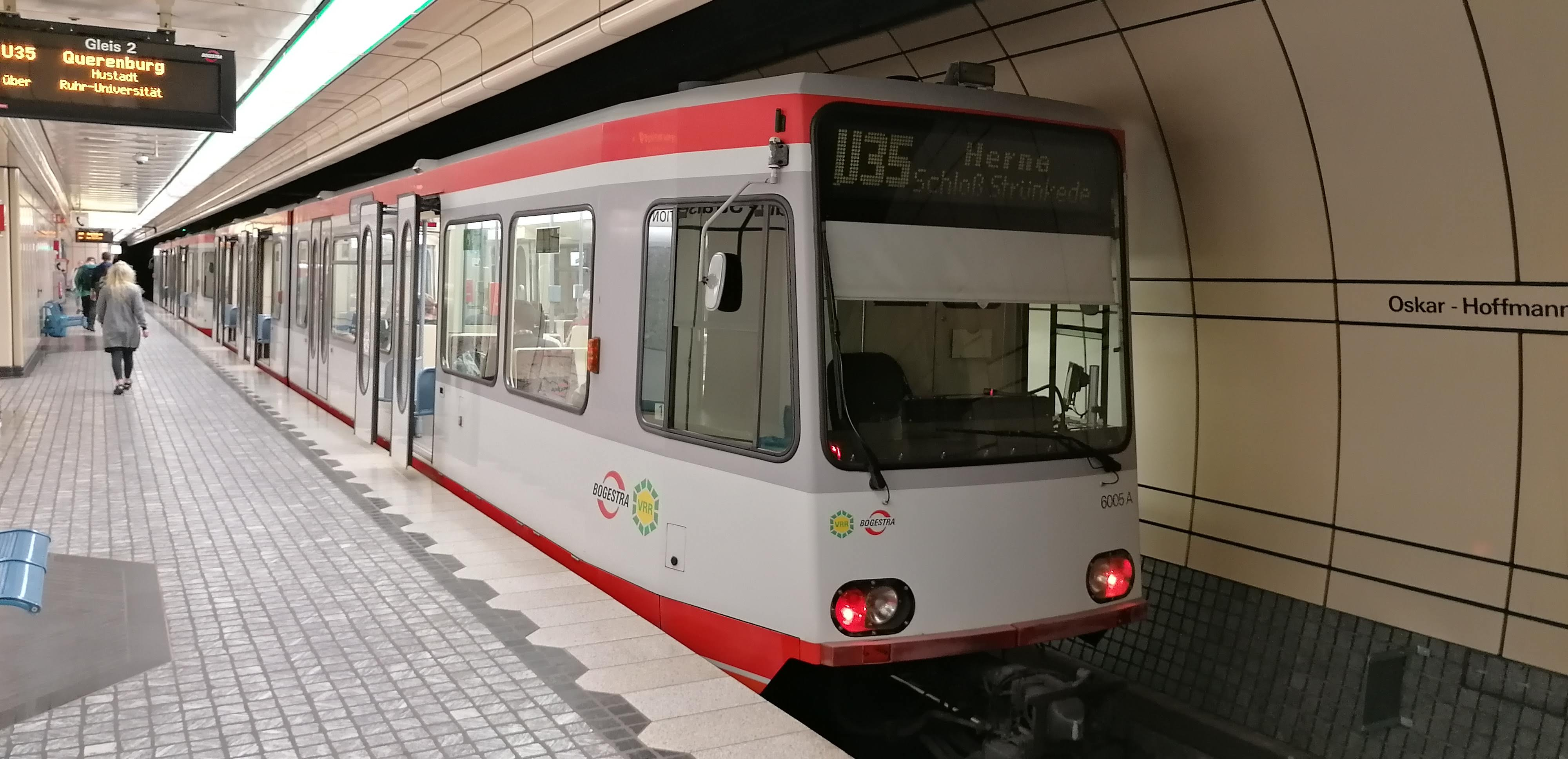
Stadtbahn-B tram in Bochum

Semimetro (soms ook metrotram, in de Verenigde Staten ook Subway-Surface Line) is een vorm van openbaar spoorvervoer waarbij trams gedeeltelijk op een conflictvrije baan rijden, door gebruik te maken van tunnels of viaducten. Deze conflictvrije baan is zo ingericht dat een traject ontstaat op het niveau van metro-exploitatie.
De term semimetro valt onder de parapluterm lightrail, waaronder allerlei vormen van modern tramvervoer worden gerekend. Semimetro is zelf een containerbegrip waarbinnen premetro en Stadtbahn vallen. Beide termen zijn specifieker en populairder, maar de Belgische Federale overheid gebruikt de term semimetro in officiële documenten. Na verschillende kortere tunnels met slechts een of enkele stations, verschenen de eerste grootschalige semimetrotrajecten in Europa in Brussel, Keulen en Frankfurt.

## Kenmerken
Kenmerkend verschil met een metro is dat semimetrolijnen slechts gedeeltelijk in tunnels of op viaducten rijden, met buiten die tracés wel mogelijke gelijkvloerse conflicten met andere weggebruikers. Een metrolijn, daarentegen, heeft wel een geheel conflictvrije baan (ongelijkvloerse kruisingen).
Semimetrolijnen rijden met trammaterieel omdat ze doorgaans ontwikkeld zijn vanuit een bestaand tramnet. Semimetro-trajecten worden bereden door reguliere stadstrams (al dan niet met lage vloer) of met speciaal ontwikkelde sneltrams, zoals de Stadtbahnwagen type B. Deze sneltrams kunnen ook op bestaande metronetten ingezet worden, zoals in Rotterdam en tot 2019 in Amsterdam. Men spreekt dan over metro (in tunnels; met 3e rail) en over sneltram (op maaiveld; met bovenleiding). De voertuigen zijn uitgerust met stroom af te nemen via 3e rail en via boveleiding. Bij semimetronetten worden de voertuigen altijd via bovenleiding van elektriciteit voorzien, ook in tunnels.
Hoewel goedkoper dan een metrolijn, was de aanleg van infrastructuur voor semimetro trajecten vaak toch nog te duur. Daarom werden grote delen vaak niet aangelegd (onder meer in Charleroi) of in fases gerealiseerd. De verstrengeling met het bestaande tramnet is een voordeel ten opzichte van een afzonderlijke (lichte) metrolijn.

## Geschiedenis

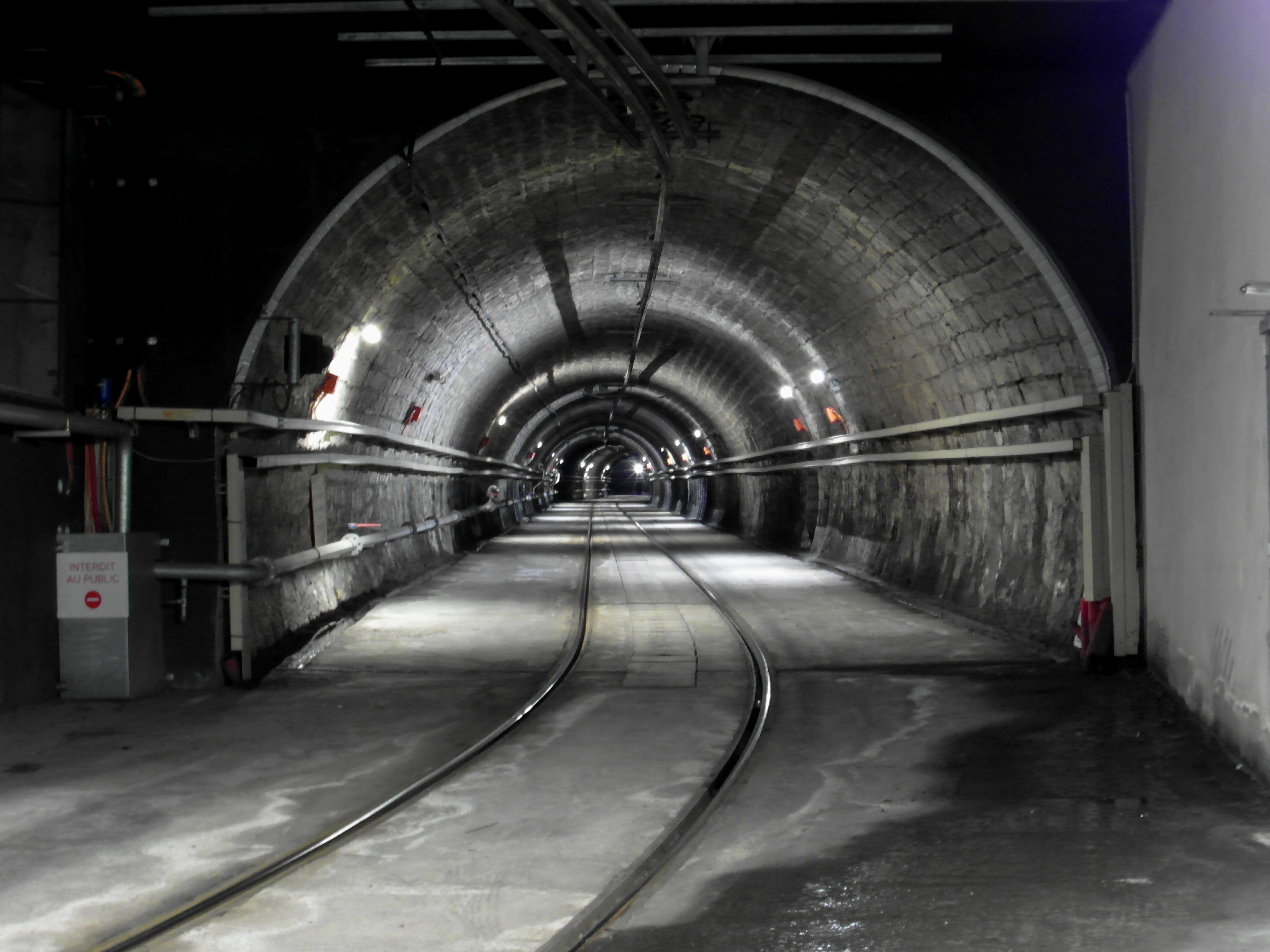
Tramtunnel in Marseille gezien vanuit station Noailles.

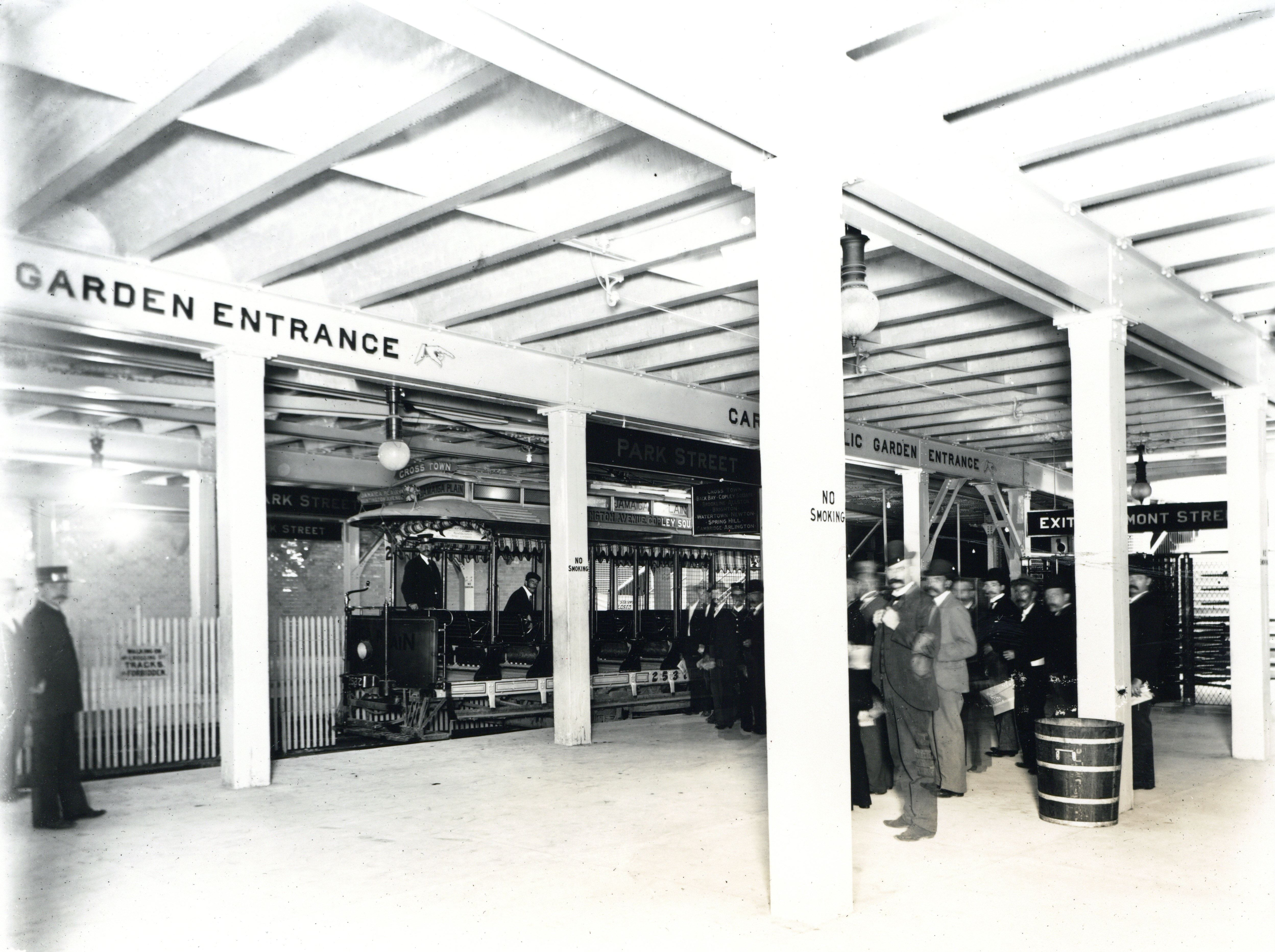
Tremont Street subway in 1897.

De Murray Hill Tunnel in New York, opgeleverd in 1850, kreeg in 1870 een tramstation. Trams bleven rijden tot 1935 en de tunnel werd in 1937 na een verbouwing heropend als verkeerstunnel. Een andere vroege tramtunnel met een station (Noailles) voor passagiers opende in 1893 in Marseille, welke nog in gebruik is voor lijn T1. Het volgende tunneltraject opende in Boston in 1897. Deze Tremont Street subway is sindsdien sterk uitgebreid en vormt de kern van het vier lijnen tellende tramnet van Boston. Ook Londen kende een tramtunnel, met in tegenstelling tot New York en Marseille, niet een maar twee ondergrondse stations. Deze Kingsway tramway subway was van 1906 tot 1952 voor trams in gebruik. Eveneens in 1906 werd het eerste deel van een lange tramtunnel in Philadelphia geopend. Deze is nog in gebruik voor de tramlijnen T1 tot en met T5 en telt 10 stations.

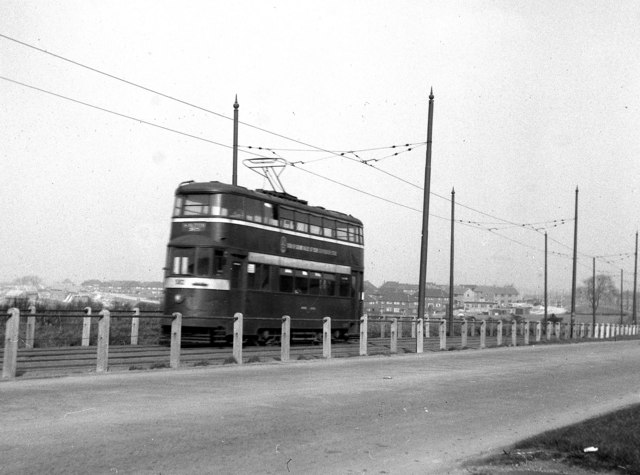
Tram van Leeds op eigen baan.

### Vanaf de Tweede Wereldoorlog
Nadat lokale kranten van Washington D.C. in de jaren 1930 al plannen hadden gepresenteerd voor een uitgebreid net van tramtunnels door het centrum, werd er door de overheid in 1944 een officieel plan opgesteld. De plannen zijn niet uitgevoerd, wel zijn in 1942 en 1949 twee andere korte tunnels in gebruik genomen. Na studiereizen in Zweden en Boston introduceerde W. Vane Morland het semimetro-concept in 1944 in Leeds dat toen nog een tramnet had. Zo werden snelle tramlijnen naar het zuiden en oosten gerealiseerd en plannen gemaakt om deze aan te sluiten op tramtunnels in de binnenstad. In 1948 deed Eric Fitzpayne hetzelfde in Glasgow en reeds in 1949 kwam een snelle tramlijn naar Blairdardie gereed. Beide steden hebben de plannen niet af kunnen ronden en zelfs hun tramnetten verloren door een gebrek aan politieke wil. In Glasgow kwam het idee voor een semimetro in 1973 weer op tafel, ditmaal als uitbreiding van de metro die er klein van stuk is. Bijzonder was om een netwerk te creëren die de bestaande metroring verbond met oude Light Railway lijnen.

## Soorten
Semimetronetwerken zijn weer uit te splitsen in twee vormen. Bij beide termen gaat het om tramnetten waarbij tramvoertuigen over viaducten of door tunnels onder stadscentra rijden, met kleine nuanceverschillen:

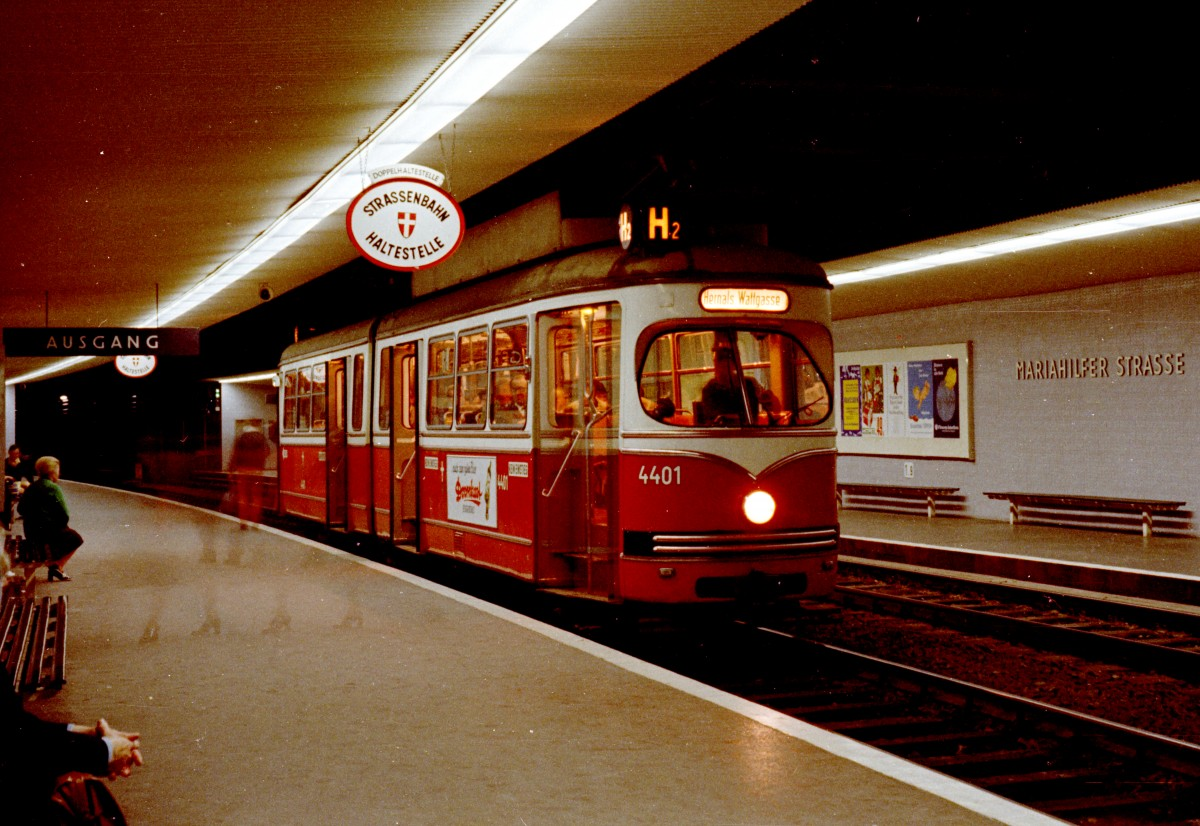
Tram in het voormalige premetrostation Mariahilfer Straße in Wenen

- Premetro is in de basis gelijk aan semimetro: een vorm van openbaar vervoer waarbij trams gedeeltelijk op een conflictvrije baan rijden, door gebruik te maken van tunnels of viaducten. Er wordt doorgaans ook ontwikkeld vanuit een bestaand klassiek tramnet. Er is echter één duidelijke onderscheidende factor: bij premetro is de infrastructuur expliciet aangelegd met de ambitie om die in de toekomst aan te passen voor metrotreinen.[29][30][31][32] Een goed voorbeeld daarvan is de Brusselse premetro, waar de meeste premetrolijnen ondertussen effectief tot volwaardige metrolijn omgebouwd zijn of zullen worden. Een ander voorbeeld is de Antwerpse premetro, waar echter al vroeg bij de bouw besloten is af te zien van een ombouw tot metro. Sindsdien werd nieuwe infrastructuur met kortere perrons aangelegd, al zijn de tunnels technisch nog steeds voorzien op een ombouw met langere en bredere voertuigen.

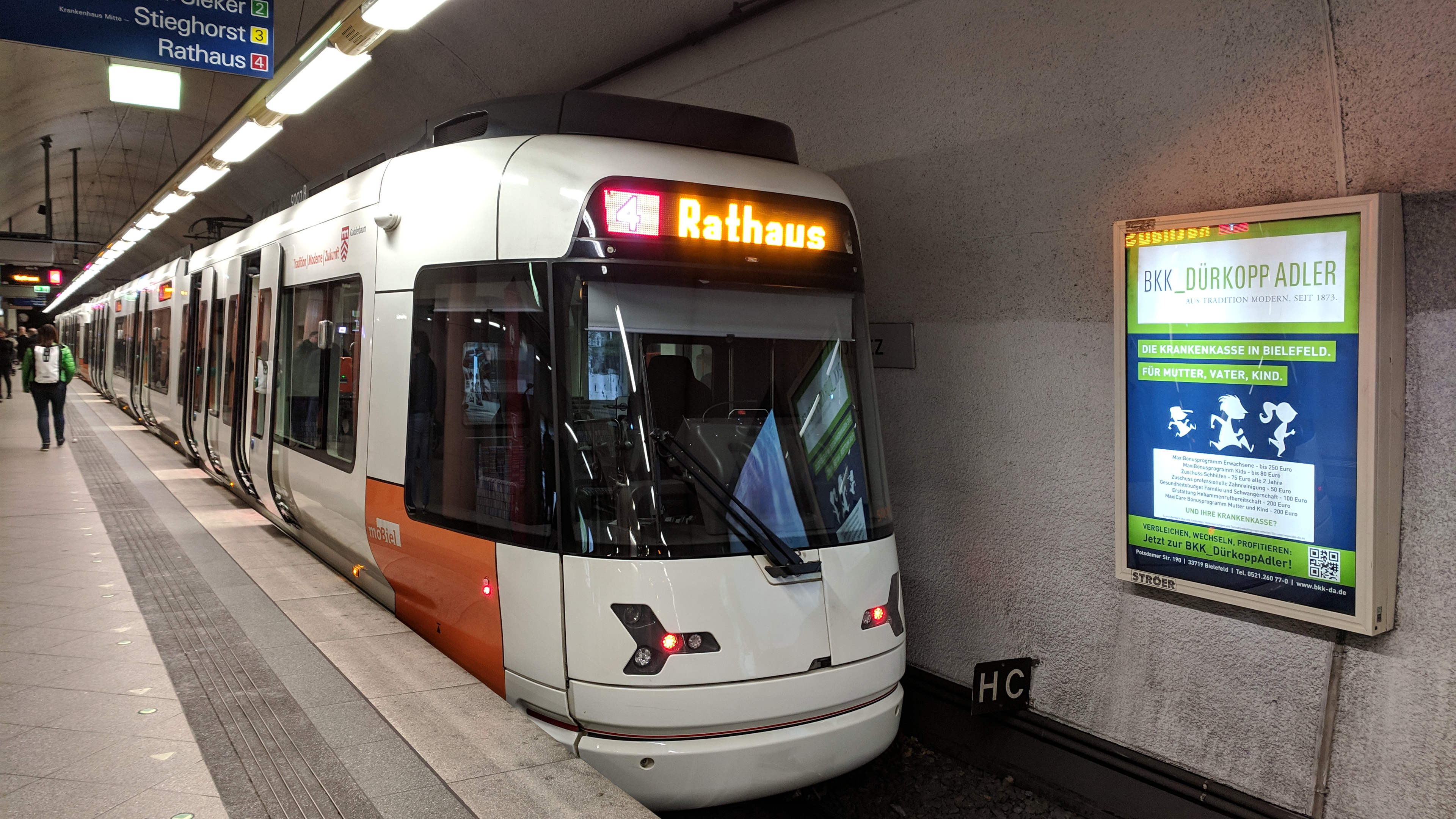
Tram in Bielefeld, station Jahnplatz

- De Stadtbahn is een openbaarvervoermiddel, een tussenvorm tussen metro en stadstram. De oorsprong ligt in Duitsland, daar gaat het om tramnetten waar speciaal ontwikkelde snelle trams in de stadscentra ondergronds in tunnels rijden. Stadbahn-lijnen zijn weer onder te verdelen naar materieel.
  - Er zijn lijnen waar volwaardige sneltrams rijden, dus met lange wagenbakken en de maximale wettelijke breedte (2,65m breed): onder meer Keulen, Frankfurt en Stuttgart.
  - Er zijn netten waarbij bij de start van de exploitatie begonnen is met smallere stadtbahntrams met kortere wagenbakken: Hannover (TW6000) en Bielefeld (Düwag M/N).
  - Vanaf het einde van de 20e eeuw zijn er ook Stadtbahnlijnen verschenen met lagevloertrams: Dortmund (U43 & U44), Düsseldorf (Wehrhahnlinie) en Keulen (1, 7, 9, 12 en 15).

## Steden

### Benelux
De aanleg van een metronetwerk was op veel plaatsen een te kostbare optie. Zelfs in Brussel werd eerst gedacht slechts tramtunnels aan te leggen. Daarom werden in een aantal steden ongelijkvloerse trambanen aangelegd. Deze zijn te vinden in:
| Naam                     | Land      | Plaats    | Startjaar | Netwerklengte |
| ------------------------ | --------- | --------- | --------- | ------------- |
| Antwerpse premetro       | België    | Antwerpen | 1975      | 11,5 km*      |
| Brusselse premetro       | België    | Brussel   | 1957/1969 | 12 km*        |
| Métro Léger de Charleroi | België    | Charleroi | 1976      | 35,3 km       |
| Haagse semimetro         | Nederland | Den Haag  | 1976      | 3 km*         |

*Lengte van het deel in tunnels en op viaducten.

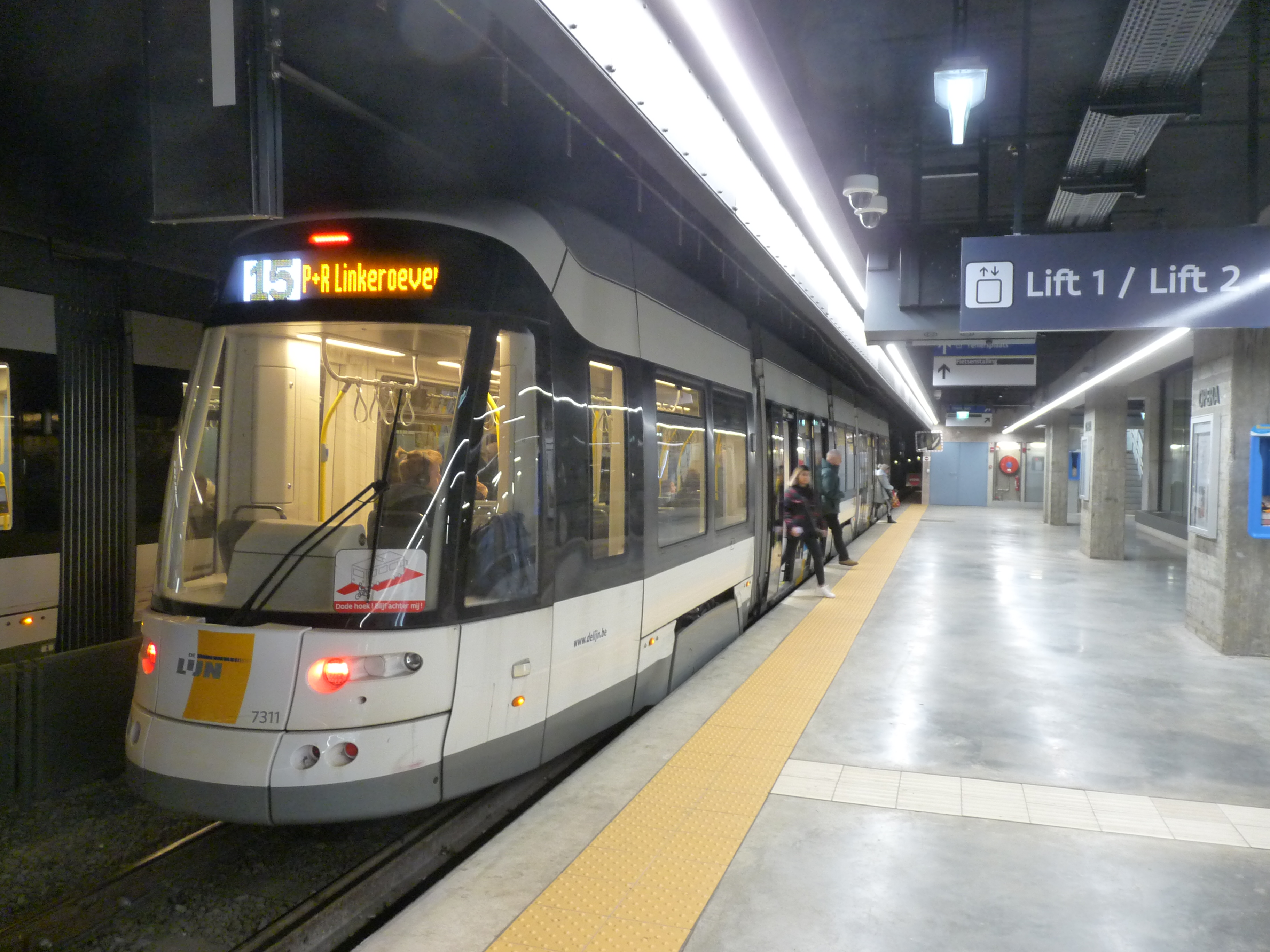
Tram op lijn 9 in Antwerpen, station Opera
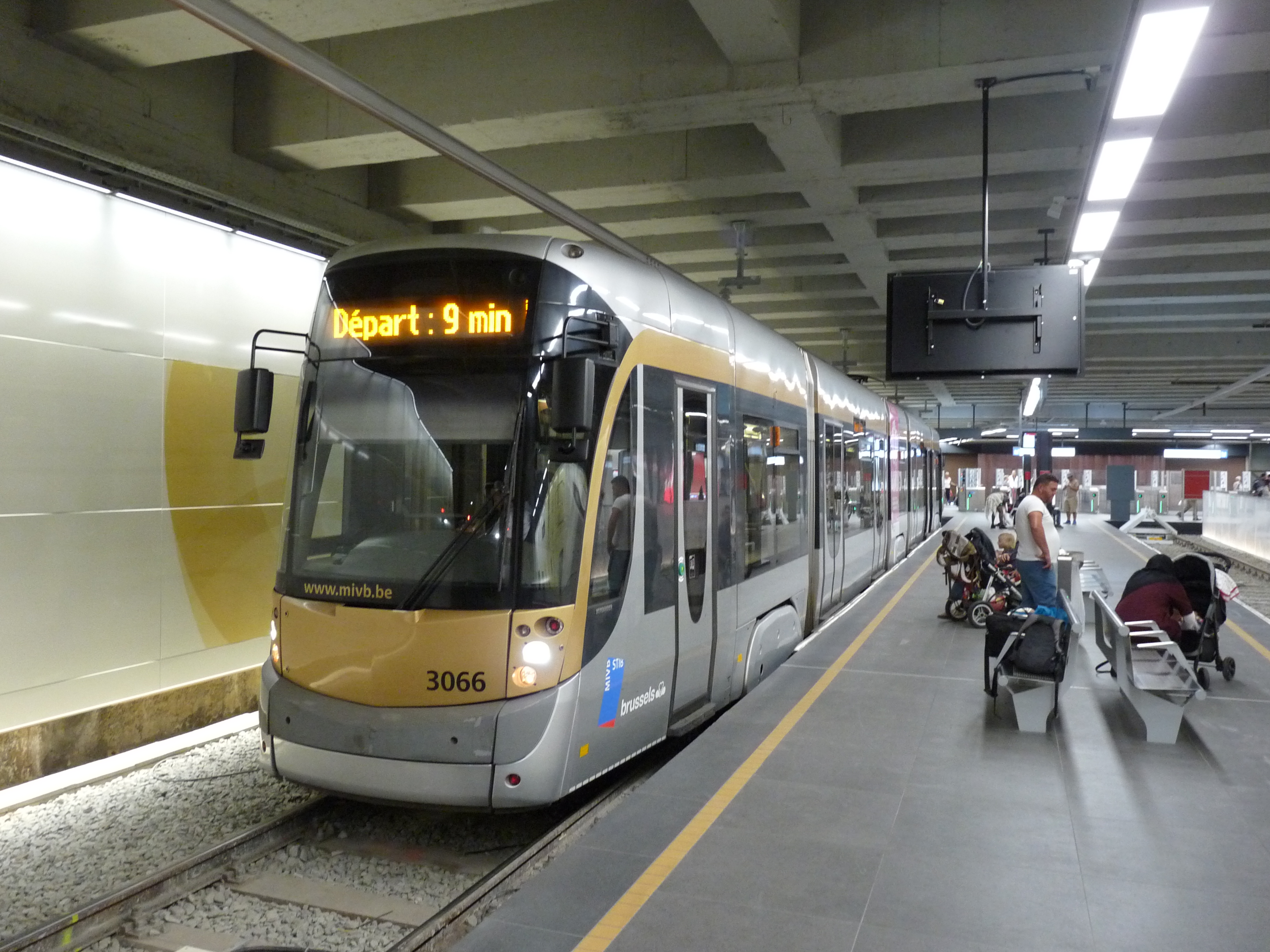
Tram op lijn 9 in Brussel, station Simonis
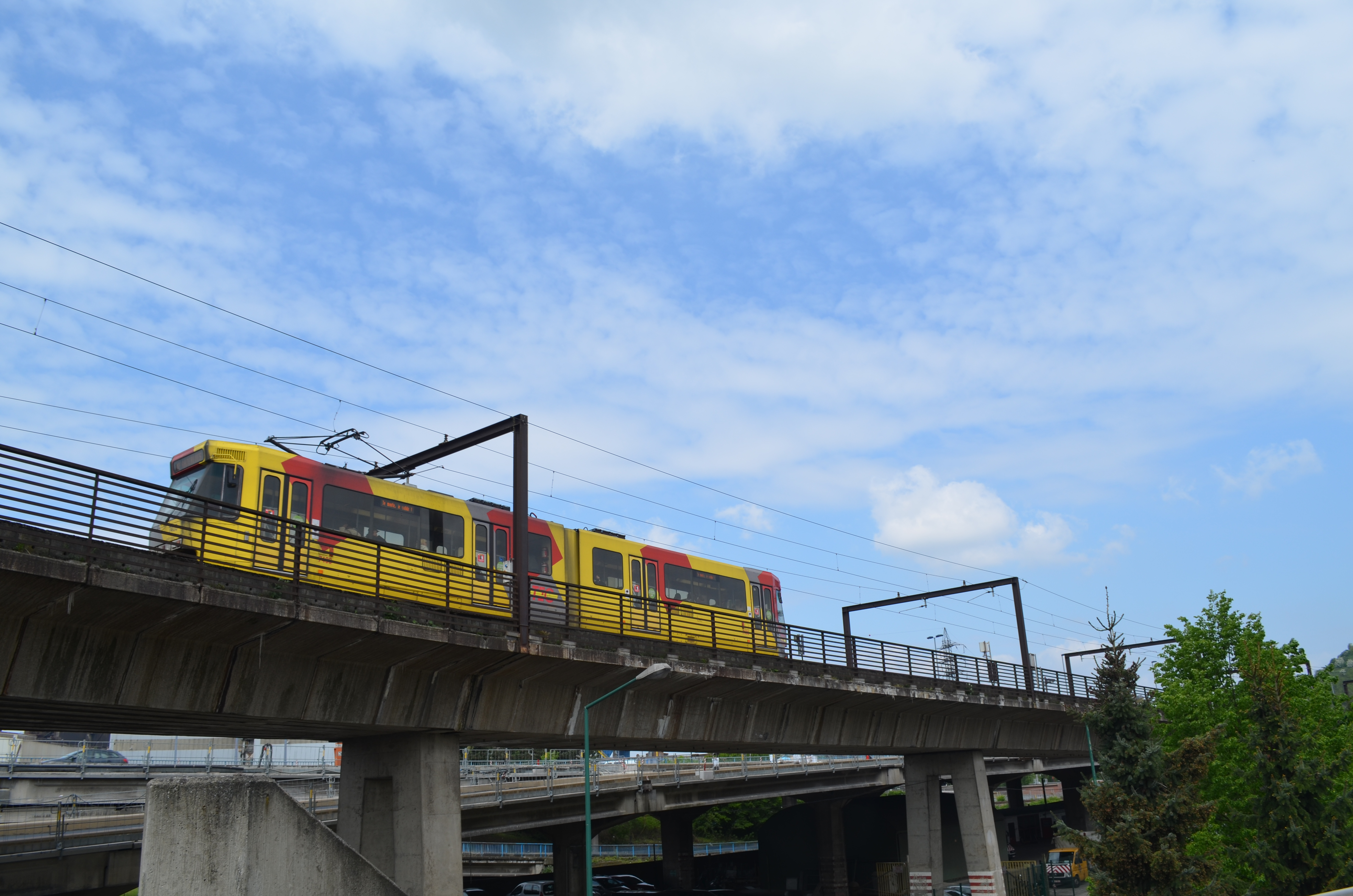
BN LRV in Charleroi
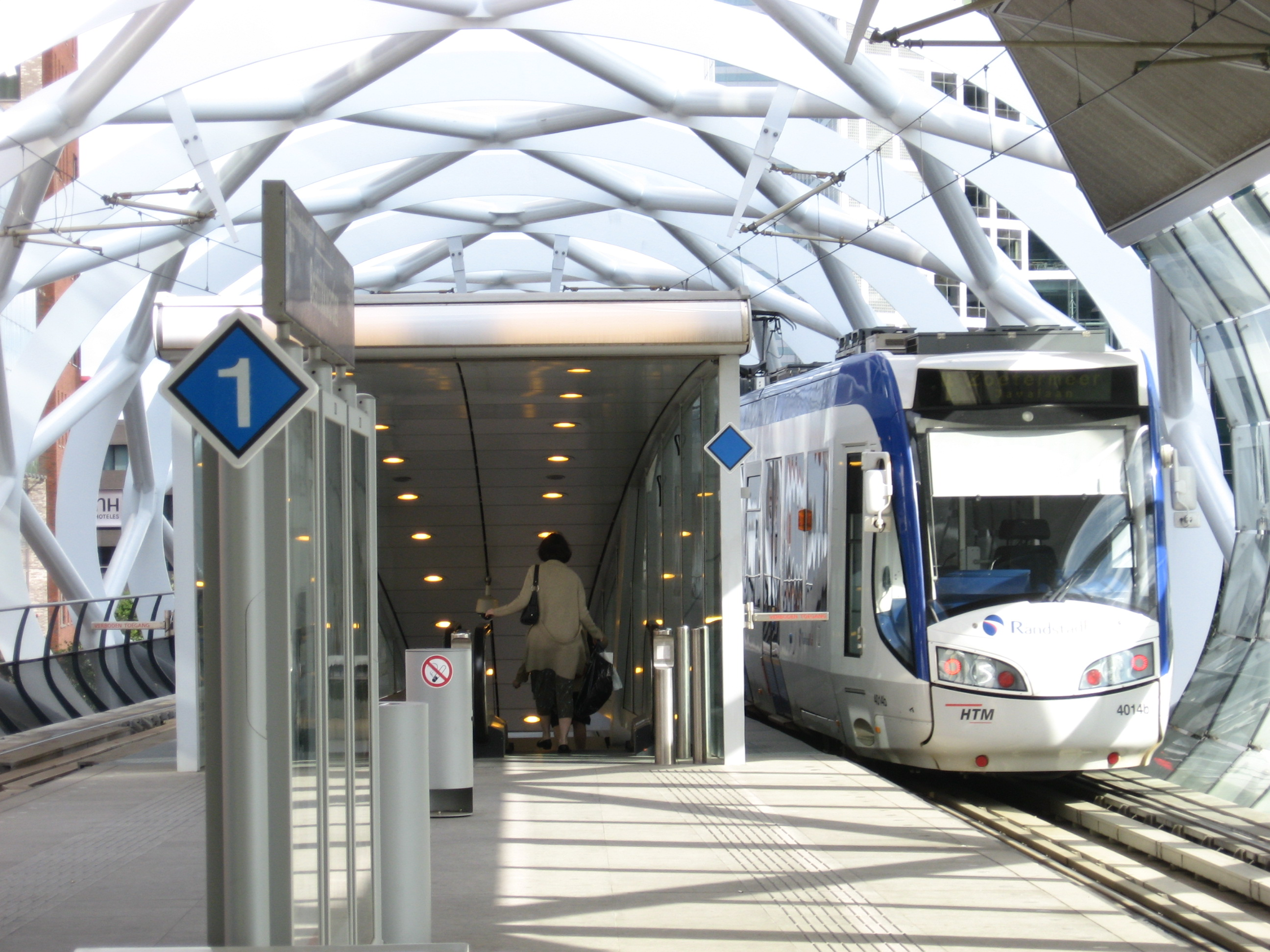
Tram op lijn 4 in het Haagse Beatrixkwartier

RandstadRail is een lightrail-project waar de lagevloersneltrams gebruik maken van de Haagse semimetrobaan en van het interurban-achtige spoortracé de 'Krakeling' in Zoetermeer en daarnaast van enkele lijnen van het Haagse tramnet. In 1965 was voor het eerst een plan voor een semimetro in Amsterdam. Dit zogenoemde AMTRO-plan kreeg weinig bijval van Publieke Werken, die de ontwikkeling van de metro op zich had genomen. In 1974 kwam ook de 'Werkgroep OV' met plannen om het tramnet van Amsterdam deels op te waarderen to semimetro. Voor de Noord-Zuidlijn adviseerde de TU Delft in 1988 om voor een semimetro te kiezen. Ook bij de Gentse tram was er het idee deze te moderniseren tot semimetro.

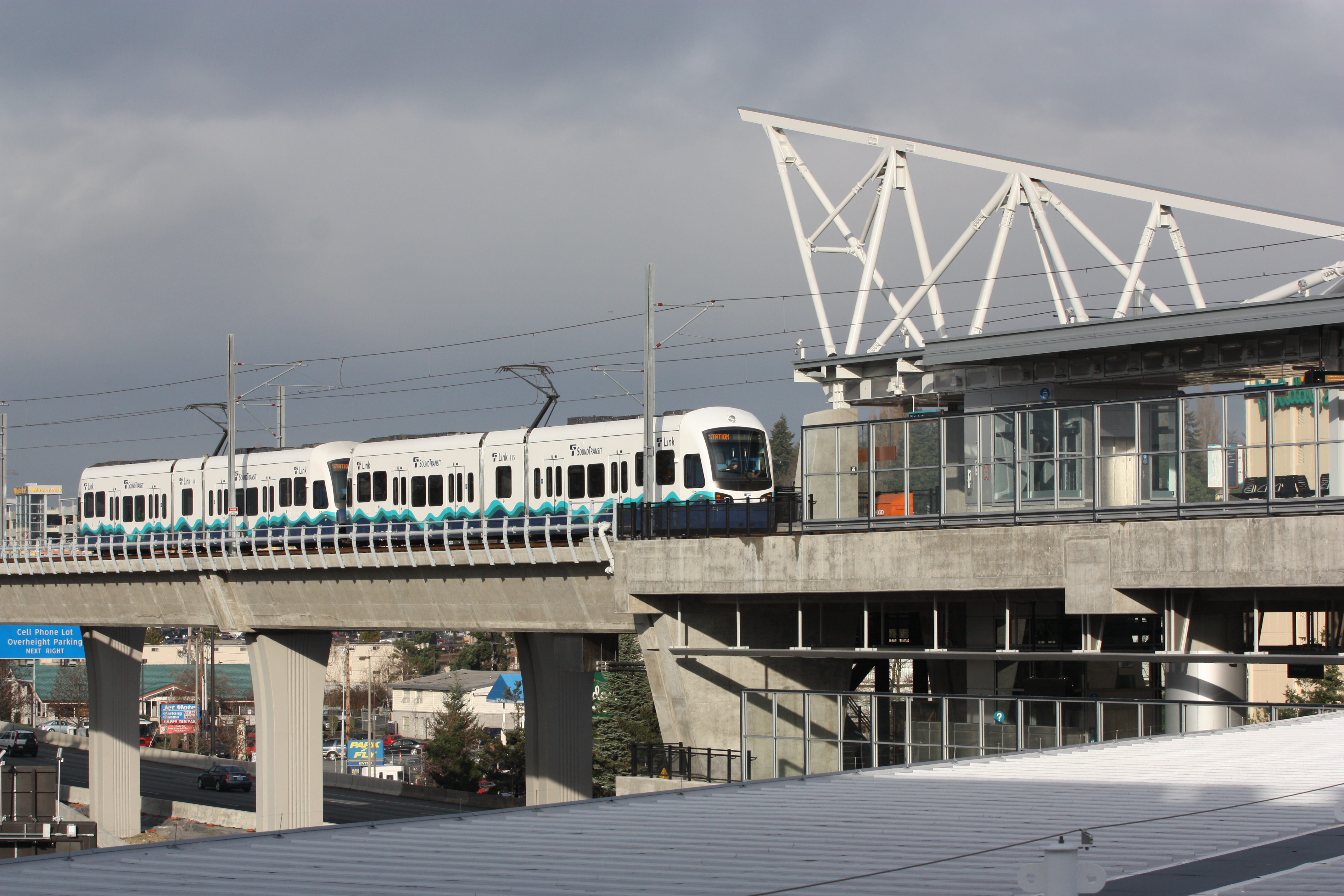
Twee gekoppelde lagevloertrams in Seattle

### Andere landen
Er zijn veel landen met een of meerdere vormen van lightrail, maar slechts weinig waar lightrail gebruik maakt van tunnels en viaducten. Goede voorbeelden in Spanje zijn de Metro Ligero van Madrid en die van Málaga, daarnaast heeft Porto een uitgebreid systeem. In de Verenigde Staten zijn de tramnetten van Boston en San Francisco hierom bekend, verder worden ook de netten van Buffalo en Seattle tot semimetro gerekend.